# Marken (dokumentarfilm)
|  | Denne artikel er oprettet af botten Steenthbot ud fra en ekstern database. Den kan derfor have sproglige fejl eller mangler. Denne skabelon kan fjernes efter kontrol af indholdet. |

Marken er en dansk naturfilm fra 1962 instrueret af Tue Ritzau efter eget manuskript.

## Handling
Dyrenes liv på en mark om foråret, sommeren og efteråret. Leg og alvor for de mange fugle og insekter i luften og i træerne ved rederne. Og leg og alvor for dyrene på jorden - råbukken, haren, markmusen etc. Dyrenes liv i naturen ses også i forhold til menneskets indblanding: Høst, pløjning, jagt.